# Historique des recherches sur Mosasaurus
Pour un article plus général, voir Mosasaurus.
L’historique des recherches sur Mosasaurus est complexe en raison de sa longue histoire taxonomique comme culturelle, le premier spécimen connu ayant été découvert en 1764 dans une carrière située près de Maastricht, au Pays-Bas. Un second spécimen un peu plus complet, découvert aux alentours de 1780 dans la même localité, est capturé par l'armée française après le siège de Maastricht en 1794, avant d'être livré au Muséum national d'histoire naturelle de Paris l'année suivante. Initialement considérés comme des fossiles provenant de crocodiles ou de baleines, c'est à partir de 1800 qu'Adriaan Gilles Camper les identifie comme provenant d'un grand reptile marin partageant des affinités avec les varans, conclusions partagées par Georges Cuvier dans une étude publiée en 1808. Cette identification conforte Cuvier dans sa conception de la notion d'extinction qui apparaît alors à cette époque. Longtemps connu sous le nom de « grand animal de Maastricht », c'est en 1822 que William Conybeare érige le nom générique Mosasaurus, qui signifie littéralement « lézard de la Meuse », en référence à sa découverte faite à proximité du fleuve éponyme. Ce nom générique, bien qu'approuvé ultérieurement par Cuvier lui-même, resta sans épithètes spécifiques jusqu'en 1829, année à partir duquel un certain nombre de propositions se voient apparaitre ; un consensus ultérieur suggérant l'utilisation du nom M. hoffmannii tel que premièrement érigé par Gideon Mantell, ainsi que la désignation du second crâne en tant que spécimen type de cette espèce.
Après que la vraie nature des fossiles fut prouvée par Camper Jr. et Cuvier, de nombreux auteurs décrivaient initialement l'animal comme un reptile marin semi-aquatique utilisant des pattes palmées pour marcher, point de vue basé d'après l'interprétation erronée de certains os. En 1854, Hermann Schlegel découvre que l'animal a en fait des palettes natatoires entièrement faites pour le milieu marin. Ses trouvailles restèrent néanmoins largement ignorées jusqu'à ce que des fossiles de mosasaures nord-américains plus complets soient découverts durant les années 1870. Historiquement, l'espèce type M. hoffmannii fut décrite via des caractéristiques distinctives peu claires, ce qui conduisit le genre à devenir un taxon poubelle contenant jusqu'à cinquante espèces différentes. Une nouvelle description du spécimen type publiée en 2017 aide à résoudre le problème taxonomique et confirme qu'au moins quatre autres espèces appartiennent au genre, à savoir M. missouriensis, M. conodon, M. lemonnieri et M. beaugei. Cinq autres espèces encore nominativement classées au sein du genre devraient être réévaluées ultérieurement.

## Premières découvertes

### Premier spécimen

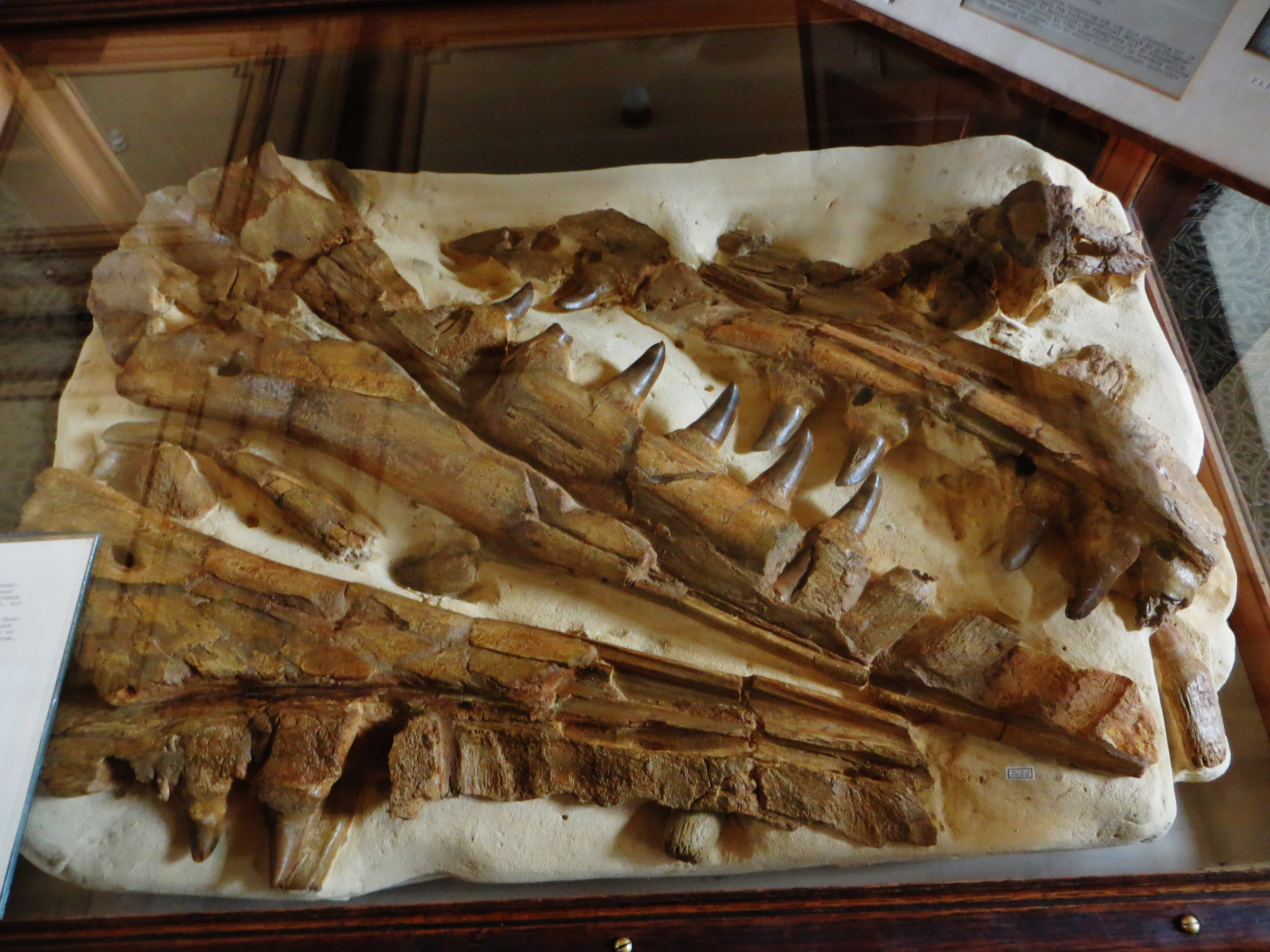
TM 7424, le premier spécimen connu de M. hoffmannii.

Le premier spécimen connu de Mosasaurus consiste en un crâne fragmentaire ayant été découvert en 1764 dans une carrière de craie souterraine de la montagne Saint-Pierre, une colline situé près de Maastricht, aux Pays-Bas. Le fossile est recueilli par le lieutenant Jean Baptiste Drouin en 1766 et acheté en 1784 par Martin van Marum, directeur du musée Teyler à Haarlem. En 1790, van Marum publie une description du fossile, le considérant comme une espèce de « gros poisson respirant » (en d'autres termes, une baleine) sous la classification Pisces cetacei. Ce crâne réside toujours dans les collections du musée Teyler, où il est depuis catalogué sous le nom de code TM 7424,,.

### Deuxième crâne et capture

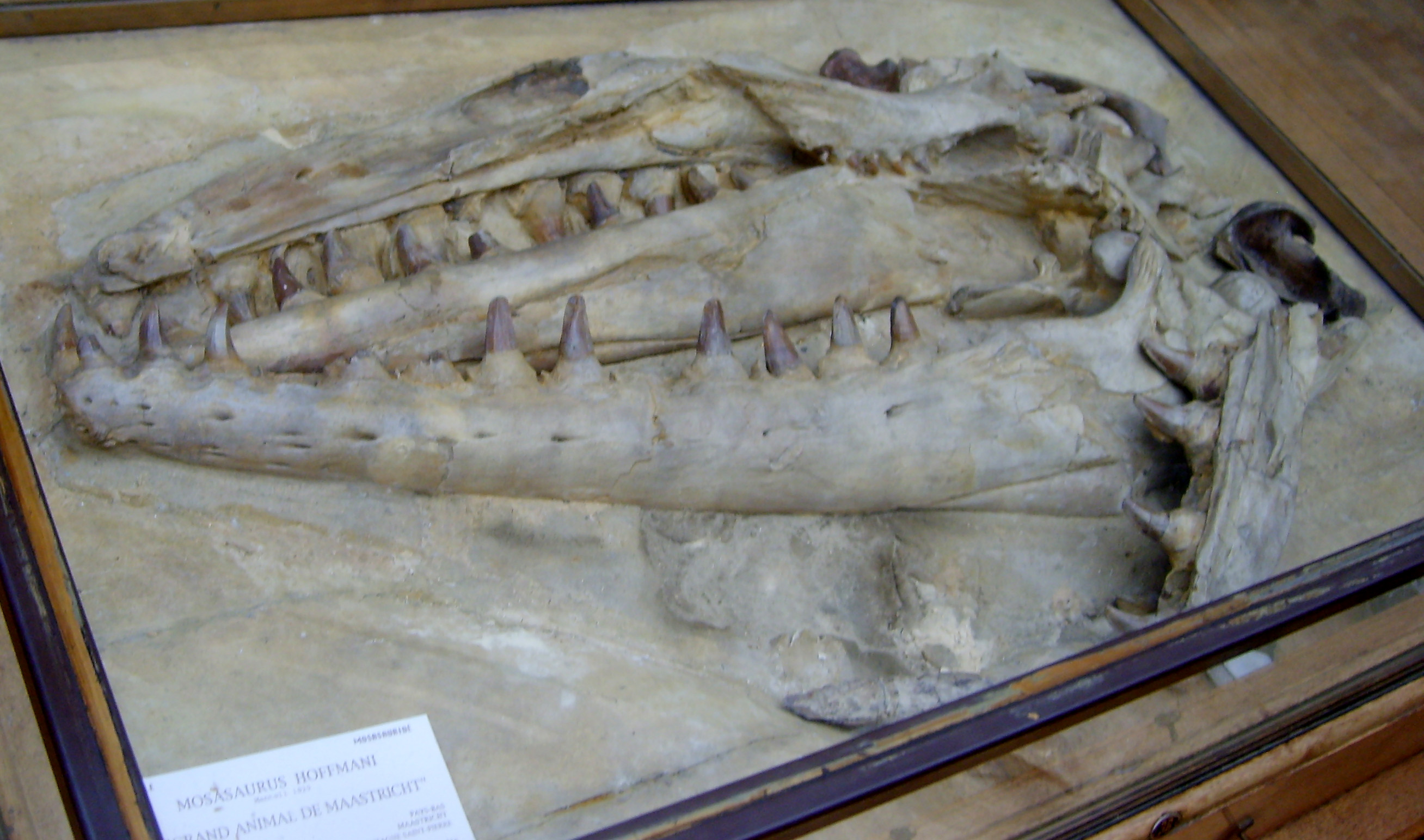
MNHN AC 9648, le deuxième crâne connu ainsi que le spécimen holotype de M. hoffmannii, historiquement surnommé le « grand animal de Maastricht ».

Aux alentours de 1780, un deuxième crâne plus complet est découvert dans la même carrière. Ce même crâne, ainsi que celui du musée Teyler, sont figurés pour la première fois par le naturaliste Pierre-Joseph Buc'hoz dans un ouvrage publié en 1782, dans lequel il les décrit comme représentant une même lignée d'animaux inconnus. Ce même ouvrage représente la toute première documentation scientifique publiée concernant Mosasaurus, bien que les figures montrées soient à l'envers en raison du procédé lithographique,,. Le médecin retraité de l'armée néerlandaise Johann Leonard Hoffmann s'intéresse vivement à ce second spécimen, ayant correspondu avec le biologiste renommé Petrus Camper concernant son identification. Hoffmann, qui avait précédemment collecté divers os de mosasaure en 1770, présume que l'animal serait un crocodile. Ce dernier tenta même d'écrire un article au sujet du spécimen, mais il en fut immédiatement dissuadé par Camper, qui, après avoir montré à Hoffmann une mâchoire de crocodile pour démontrer sa dissemblance avec le crâne fossile, souhaita lui épargner l'embarras de rétracter publiquement son opinion initiale,. En 1786, Camper conclut que les restes appartiendraient à une « espèce inconnue de baleine à dents ». Son étude sur le fossile est publiée cette année-là dans la Philosophical Transactions of the Royal Society of London, la revue scientifique la plus prestigieuse au monde de l'époque, donnant au deuxième crâne une renommée internationale. Pendant ce temps, le fossile est alors en possession du chanoine Theodorus Joannes Godding, qui possédait la partie du terrain dans lequel le fossile a été découvert. Godding avait une certaine affection pour le spécimen et prit toutes les mesures pour le conserver, l'exposant finalement au public dans une grotte derrière son logis. Cette même grotte correspondrait très probablement à une salle fermée de la « Grande entrée (nl) », qui s'est depuis effondrée en 1916.

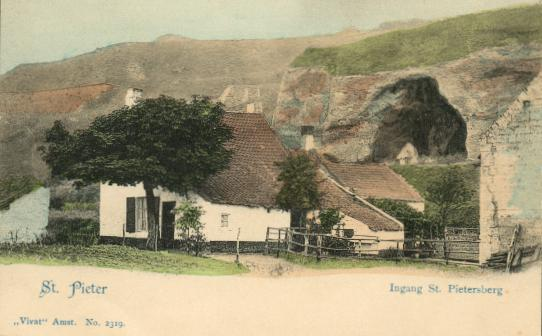
Illustration d'une carte postale datant de 1905 de la « Grande entrée », grotte dans laquelle aurait été exposé le second spécimen avant sa capture en 1794 par l'armée française.

Maastricht, étant une importante ville fortifiée lors de cette époque, est capturée pendant les guerres de la Révolution française par les armées du général Jean-Baptiste Kléber en novembre 1794. Quatre jours après la conquête, le fossile est pillé de la possession de Godding par des soldats français en raison de sa valeur scientifique internationale sous les ordres de Kléber, menée par le commissaire politique Augustin-Lucie de Frécine. Selon un récit de la nièce et héritière de Godding, Rosa, Frécine a d'abord prétendu être intéressé par l'étude des célèbres vestiges et a correspondu avec Godding par lettre pour organiser une visite à son chalet afin de l'examiner personnellement. Frécine ne s'est jamais rendu et a envoyé six soldats armés pour confisquer de force le fossile sous prétexte d'être malade et voulant l'étudier à domicile,. Quatre jours après la saisie, la convention nationale décrète que le spécimen devait être transporté au Muséum national d'histoire naturelle de Paris. Au moment où il est transporté au musée, diverses parties du crâne ont été perdues. Dans une demande de réclamation de 1816, Rosa affirma qu'elle possédait encore deux parties manquantes qui n'avaient pas été prises par Frécine. Cependant, le sort de ces os est inconnu et certains historiens pensent que Rosa les a mentionnés dans l'espoir de négocier une indemnité. Le gouvernement français refuse de restituer le fossile mais indemnise Godding en 1827 en l'exonérant des taxes de guerre. Lorsque le spécimen arrive au Muséum de Paris, il est d'abord exposé au public au sein de la galerie de Minéralogie et de Géologie, d'où il est depuis catalogué MNHN AC 9648,. Malgré la popularité du second crâne, le spécimen ne fut pas présenté lors de l'inauguration de la première galerie paléontologique du musée en 1885, ne figurant pas parmi la trentaine de spécimens fossiles alors exposés au public à l'époque. Ce n'est que lors de l'ouverture de la galerie de Paléontologie et d'Anatomie comparée en 1898 que le spécimen est montré en exposition publique, et il y réside encore de nos jours. En 2009, le musée prêta temporairement le spécimen au musée d'histoire naturelle de Maastricht (en) dans le cadre d'un événement intitulé Darwin, Cuvier et le Grand Animal de Maestricht.

### Légende culturelle concernant le deuxième spécimen

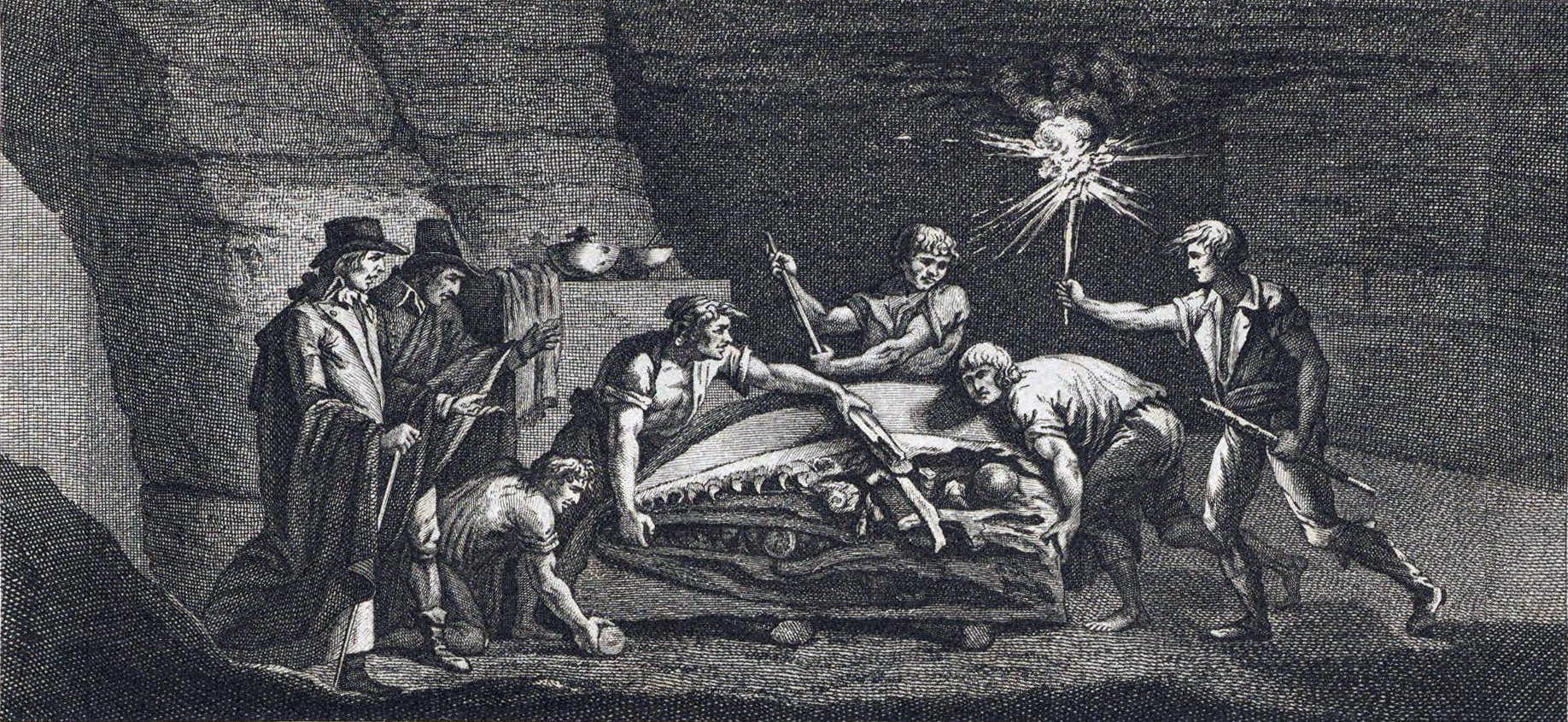
Interprétation inexacte de Faujas datant de 1799 de la découverte du deuxième crâne de M. hoffmannii.

Il existe une légende populaire concernant la possession par Godding du deuxième crâne et sa spoliation ultérieure par les Français, qui est fondée sur le récit du géologue Barthélemy Faujas de Saint-Fond (l'un des quatre hommes arrivés à Maastricht en janvier 1795 pour confisquer tout objet public de valeur scientifique pour la France), dans sa publication de 1799 intitulée Histoire naturelle de la montagne de Saint-Pierre de Maestricht,,. Selon Faujas, Hoffmann était le propriétaire initial du spécimen, qu'il aurait acheté aux carriers et aidé à l'exhumer. Lorsque la nouvelle de cette découverte parvint à Godding, que Faujas n'hésite pas à le dépeindre comme une figure malveillante, il chercha à en prendre possession et intenta une action en justice contre Hoffmann, arguant de ses droits de propriétaire foncier. Grâce à sa position de chanoine,  Godding aurait influencé les tribunaux et forcé Hoffmann à renoncer au fossile et à payer les frais du procès. Lorsque Maastricht fut attaquée par les Français, les artilleurs auraient su que le fameux fossile était entreposé chez Godding. Godding ne sachant pas que sa maison serait épargnée, aurait caché le spécimen dans un endroit secret de la ville. Après la prise de la ville, Faujas aurait personnellement aidé à sécuriser le fossile, tandis que Frécine aurait offert une récompense de 600 bouteilles de vin à quiconque localiserait et lui apporterait le crâne en bon état. Le lendemain, douze grenadiers auraient apporté le fossile en toute sécurité à Frécine après avoir assuré une compensation complète à Godding, recevant ainsi la récompense promise,,,.
Les historiens disposent de peu d'éléments étayant le récit de Faujas. Par exemple, il n'y a aucune preuve qu'Hoffmann ait possédé le fossile, qu'un procès l'ait impliqué lui et Godding, ou que Faujas ait été directement impliqué dans l'acquisition du spécimen. Des récits plus fiables mais contradictoires suggèrent que son histoire est en grande partie inventée : Faujas était déjà connu pour être un affabulateur qui embellissait souvent ses histoires, et il est probable qu'il ait falsifié le récit pour dissimuler le pillage d'un propriétaire privé (qui était un crime de guerre), pour faire de la propagande pour l'armée française, ou simplement pour impressionner les autres. Néanmoins, la légende créée par l'embellissement de Faujas a contribué à élever le deuxième crâne à la renommée culturelle,,.

### Destin du premier spécimen
Contrairement à son contemporain renommé, le premier crâne catalogué TM 7424 n'a pas été saisi par les Français après la prise de Maastricht. Lors de la mission de Faujas et de ses collègues en 1795, les collections du musée Teyler, bien que célèbres, furent protégées de la confiscation. Les quatre hommes ont peut-être reçu pour instruction de protéger toutes les collections privées à moins que son propriétaire ne soit déclaré rebelle. Cependant, cette protection peut aussi être due à la connaissance de van Marum avec Faujas et André Thouin (un autre des quatre hommes) depuis leur première rencontre à Paris en juillet 1795.

## Identification

### Premières hypothèses en tant que crocodile ou cétacé
Avant que le deuxième crâne ne soit saisi par les Français vers fin 1794, les deux hypothèses les plus populaires concernant son identification étaient qu'il représentait les restes d'un crocodile ou d'une baleine, comme le soutenaient pour la première fois Hoffmann et Camper respectivement. L'identification proposée par Hoffmann est considérée par beaucoup comme la réponse la plus évidente lors de cette époque. Cette idée fut en plus renforcée de par le fait que les notions d’évolutions et d'extinctions étaient alors peu répandues, et que le crâne ressemble superficiellement à un crocodile. De plus, parmi les divers os de mosasaure qu’Hoffmann a collectés en 1770, figuraient des phalanges qu'il assembla et plaça sur une matrice de gypse. Les historiens notent que cet assemblage aurait déformé la vue de certaines des phalanges, créant ainsi l'illusion que des griffes auraient été présentes, ce qu'Hoffmann a probablement pris comme preuve supplémentaire en faveur de son interprétation,. Camper base son argumentation en faveur d'une identité de baleine sur quatre points. Premièrement, il note que les mâchoires du crâne ont une texture lisse et que ses dents sont solides à la racine, semblables à celles des cachalots et différentes des mâchoires poreuses et des dents creuses des crocodiles. Deuxièmement, il note les phalanges du mosasaure comme étant très différentes de celles des crocodiles et suggère plutôt des membres en forme de pagaie, qui sont une autre caractéristique des cétacés. Troisièmement, remarquant la présence de dents dans l'os ptérygoïde du crâne, Camper observe qu'elles ne sont pas présentes chez les crocodiles mais le sont dans de nombreuses espèces de poissons (Camper pensant également que les dents rudimentaires du cachalot, considéré à tort comme étant une espèce de poisson, correspondrait aux dents des ptérygoïdes). Enfin, Camper souligne que tous les autres fossiles de Maastricht sont marins, démontrant que l'animal représenté par le crâne vivait dans un environnement aquatique. En croyant à tort que les crocodiles sont entièrement des animaux d'eau douce, Camper en conclut par élimination que l'animal ne pouvait être qu'une baleine,,.

### Identification formelle en tant que reptile marin disparu

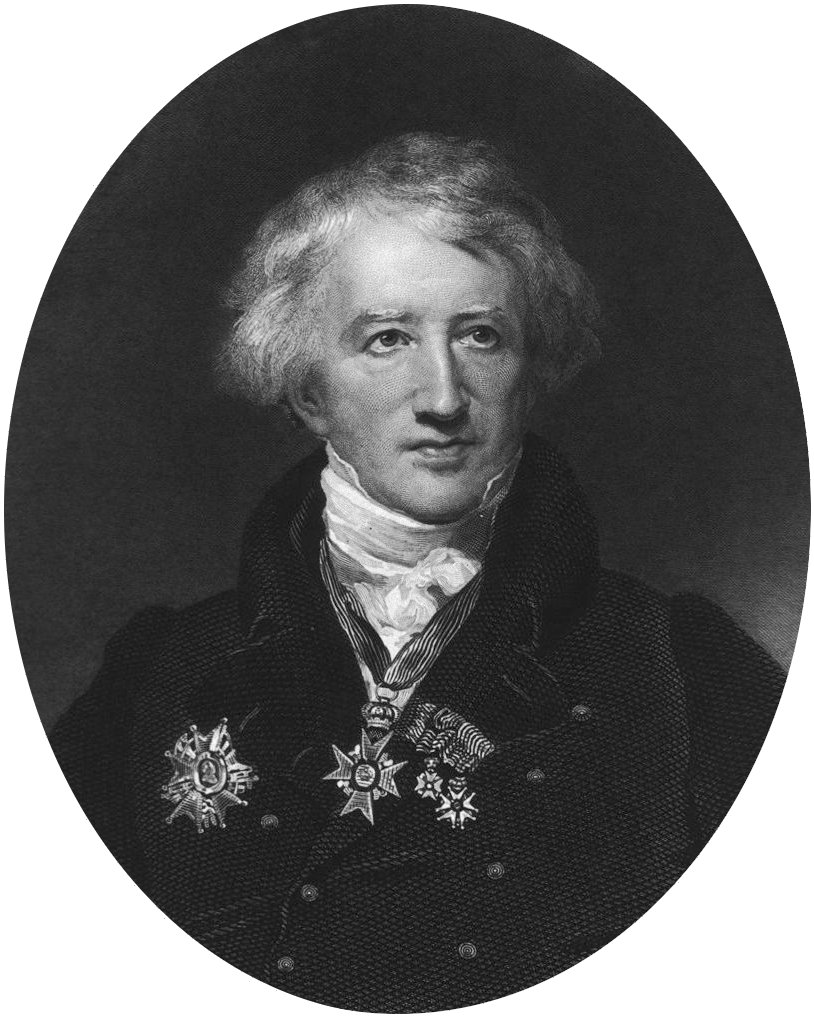
Le spécimen holotype de M. hoffmannii aida Georges Cuvier à conceptualiser la notion d'extinction.

Après la publication de l'étude de Camper en 1786, le deuxième crâne attira l'attention de plus de scientifiques et fut même surnommé sous le nom de « grand animal fossile des carrières de Maastricht », ou plus simplement « grand animal de Maastricht ». L'un des scientifiques intéressés par le fossile était ni plus ni moins que le fils de Camper lui-même, Adriaan Gilles Camper. Ayant initialement l'intention de défendre les arguments émis par son père, Camper Jr. devient le premier à comprendre que les identifications en tant que crocodile ou de cétacé sont toutes deux erronées. Sur la base de ses propres examens du second spécimen et des fossiles détenus par son père, il découvre des caractéristiques anatomiques se rapprochant davantage aux squamates et aux varanoïdes. Parmi les traits utilisé pour justifier son observation figurent par exemple la présence de chevrons sur les vertèbres caudales, le type de remplacement dentaire ainsi que la présence de dents sur le palais. De plus, le simple fait que la mandibule se compose de plusieurs os au lieu d'une seule convainc immédiatement Camper Jr. de ne pas considérer l'animal comme une baleine et de le classer parmi les reptiles. Avant même que le deuxième crâne ne soit capturé par l'armée française, Camper Jr. aurait déjà discuté de ses conclusions via des lettres envoyé au naturaliste français Georges Cuvier dès 1790, mais ce n'est qu'en 1800 qu'il identifie l'animal comme un grand reptile marin ayant des affinités proche des deux groupes précédemment cités,. En 1808, Cuvier étudie à son tour le second spécimen et confirme l'identification faite par Camper Jr. d'un grand lézard marin, mais comme une forme éteinte qui ne ressemble à aucune autre connue actuellement,. Le fossile faisait déjà partie des premières spéculations de Cuvier sur la possibilité d'extinction d'espèces, ouvrant la voie à sa théorie du catastrophisme ou des « créations consécutives », précédant ce qui est aujourd'hui connu sous le nom d'évolution. Avant cela, presque tous les fossiles, lorsqu'ils étaient reconnus comme provenant de formes de vie autrefois vivantes, furent interprétés comme des formes similaires aux représentants actuels. L'idée de Cuvier selon laquelle le « grand animal de Maastricht » serait un imposant équivalent d'un animal moderne différent de toutes les espèces vivantes semblait étrange, même pour lui. L'idée est si importante pour Cuvier qu'il proclame en 1812 : 

« La détermination précise du fameux animal de Maëstricht, nous parait surtout aussi remarquable pour la théorie des lois zoologiques, que pour l'histoire du globe. »

— Georges Cuvier,
Cuvier justifiait ses concepts en faisant confiance à ses techniques dans le domaine, alors en développement, de l'anatomie comparée, qu'il avait déjà utilisée pour identifier les grands représentants disparus d'autres groupes actuels,.
En 1812, Camper Jr. propose l'existence de deux espèces de ce type de reptiles marins dans les archives fossiles de Maastricht. N'érigeant aucuns noms scientifiques les accompagnants, il les désigne néanmoins en tant que « grande espèce » et « petite espèce ». La « grande espèce » est représenté par le second crâne résidant désormais à Paris, tandis que la « petite espèce » est représenté par certains des fossiles détenues jadis par Camper. Cependant, Cuvier rejette l'idée que ces fossiles connus à l'époque pourraient représenter deux espèces,. En 1882, le paléontologue belge Louis Dollo reconnait ces derniers restes comme appartenant à un autre genre de mosasauridé qu'il nomme Plioplatecarpus marshi, confirmant ainsi la proposition de Camper Jr. à propos de l'existence d'une seconde lignée de ce type de reptiles disparus,,.

### Dénomination
Même si le système de dénomination binomial est déjà bien établi lors du XIXe siècle, Cuvier n'érigea pas de nom scientifique à la nouvelle espèce et pendant un certain temps, l'animal continuait à être désigné sous le nom de « grand animal de Maastricht »,. Le tout premier nom scientifique est proposé par Samuel Thomas von Sömmering en 1816, lorsqu'il érige l'espèce Lacerta gigantea sur la base d'un squelette de reptile marin ayant été découvert en Bavière, en Allemagne, l'auteur le voyant comme un individu juvénile appartenant à la même espèce que le spécimen décrit par Cuvier. Il s'avérera plus tard que ce squelette ne partage aucune affinité avec le spécimen de Maastricht, s’agissant en fait d’un thalattosuchien qui est ultérieurement nommé Geosaurus par Cuvier en 1824,. En 1822, le médecin anglais James Parkinson publie une conversation qui comprend une suggestion faite par un doyen de Llandaff, William Daniel Conybeare, de désigner le taxon sous le nom de Mosasaurus comme nom temporaire jusqu'à ce que Cuvier déciderait d'un nom scientifique définitif. Cuvier ne l'ayant jamais fait, il adopte lui-même Mosasaurus comme nom officiel du genre dans un tome de 1829 de son ouvrage phare qu'est Le Règne Animal. Le nom de genre Mosasaurus vient du latin Mosa « Meuse » et du grec ancien σαῦρος / saûros « lézard », le tout voulant littéralement dire « lézard de la Meuse », en référence au fleuve à proximité duquel le spécimen fut découvert,,.
Toujours en 1829, deux épithètes spécifiques sont érigées pour le genre. Gideon Mantell ajoute l'épithète spécifique hoffmannii, en l'honneur d'Hoffmann, lorsqu'il décrit des vertèbres découvertes dans le Sussex, en Angleterre, les jugeant comme ressemblant à celles découvertes à Maastricht. Cependant, comme le crâne résidant à Paris n'est pas mentionné, l'holotype de cette espèce correspondrait donc logiquement aux vertèbres décrites par Mantell,. Friedrich Holl (de) érige quant à lui l'épithète spécifique belgicus pour le second crâne, un nom inapproprié étant donné la réelle provenance du spécimen,. En 1832, Christian Erich Hermann von Meyer érige l'espèce M. camperi et met en sa synonymie les taxons M. hoffmannii et Lacerta gigantea, bien qu'ignorant M. belgicus. Dans une tentative de régler ce problème nomenclatural, Edward Charlesworth (en) érige en 1845 l'espèce M. steneodon afin d'inclure les fossiles découverts en Angleterre, tout en gardant le nom M. hoffmannii pour inclure le spécimen néerlandais, un point de vue qui est partagé par Mantell lui-même en 1851. En se servant de l'épithète spécifique déjà proposée par Sömmering, Edward Drinker Cope érige le nom M. giganteus en 1869, tout en mettant à sa synonymie les taxons érigées par Sömmering, Mantell, Holl et von Meyer. Ainsi, les noms spécifiques hoffmannii, camperi et giganteus furent utilisés par divers auteurs jusqu'en 1942, date à laquelle Charles Lewis Camp juge qu'il est mieux approprié d'utiliser l'épithète spécifique hoffmannii pour l'espèce dont fait partie le second spécimen, le considérant par ailleurs comme son holotype:45. Ce point de vue est depuis reconnu par la communauté scientifique,,.

## Premières découvertes américaines

### Premières découvertes

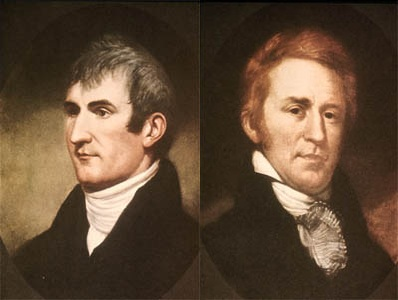
L'expédition menée par Meriwether Lewis et William Clark aurait découvert les premiers fossiles de Mosasaurus identifiés en Amérique du Nord.

La première possible découverte enregistrée d'un mosasaure en Amérique du Nord est celle d'un squelette partiel décrit comme celui d'un « poisson » en 1804 par Meriwether Lewis et le Corps of Discovery de William Clark lors de leur expédition menée de 1804 à 1806 à travers l'ouest des États-Unis. Le squelette est découvert par le sergent Patrick Gass (en) sur des falaises de soufre noir près de l'île Cedar, le long de la rivière Missouri, et se composait de quelques dents et d'une colonne vertébrale désarticulée notée comme mesurant 14 m de longueur. Quatre membres de l'expédition ont enregistré la découverte dans leurs journaux, dont Clark et Gass,. Certaines parties du fossile ont été collectées et renvoyées à Washington, où elles ont été perdues avant qu'une documentation appropriée puisse être établie. En 2003, Richard Ellis émet l'hypothèse que les restes pourraient avoir appartenu à M. missouriensis. Alternativement, une étude de 2007 menée par Robert W. Meredith et ses collègues suggère que les fossiles proviendraient d'un mosasaure de type tylosauriné en raison des mensurations citées par Clark et Gass et de la présence avérée de fossiles de Tylosaurus découverts ultérieurement dans le Missouri. Néanmoins, les auteurs mentionnent aussi la possibilité que les restes proviendraient d'un plésiosaure de type élasmosauridé, qui sont également connus dans cette rivière, bien que plus rares.
La première description de fossiles nord-américains fermement attribués au genre Mosasaurus est effectuée en 1818 par le naturaliste Samuel Latham Mitchill. Les fossiles décrits sont des fragments d'une dent et d'une mâchoire récupérées dans une fosse de marne du comté de Monmouth, au New Jersey, que Mitchell décrit comme un « lézard monstrueux ou un animal saurien ressemblant au célèbre reptile fossile de Maastricht », ce qui implique que les fossiles avaient des affinités avec le spécimen holotype de M. hoffmannii. Cuvier était au courant de cette découverte mais doutait que le spécimen appartienne au même genre. Un naturaliste étranger anonyme déclare « sans réserve » que les fossiles appartiennent plutôt à une espèce d’Ichthyosaurus. En 1830, le zoologiste James Ellsworth De Kay réexamine le spécimen, en concluant qu'il s'agissait bien d'une espèce de Mosasaurus et qu'il est considérablement plus grand que l'holotype de M. hoffmannii, ce qui en faisait le plus grand reptile fossile jamais découvert sur le continent à l'époque. L'affirmation que les deux spécimens appartenaient ou non à la même espèce est resté incertaine jusqu'en 1838, lorsque le paléontologue allemand Heinrich Georg Bronn désigne le spécimen du New Jersey comme le représentant d'une nouvelle espèce et le nomme M. dekayi en l'honneur des efforts menée par De Kay. Cependant, le spécimen a été perdu et le taxon fut déclaré nomen dubium en 2005,:108. Il existe d'autres fossiles du New Jersey qui ont été historiquement désignés sous le nom de M. dekayi, mais ils sont depuis réidentifiés comme provenant de M. hoffmannii,:108.

### Identification formelle deM. missouriensis

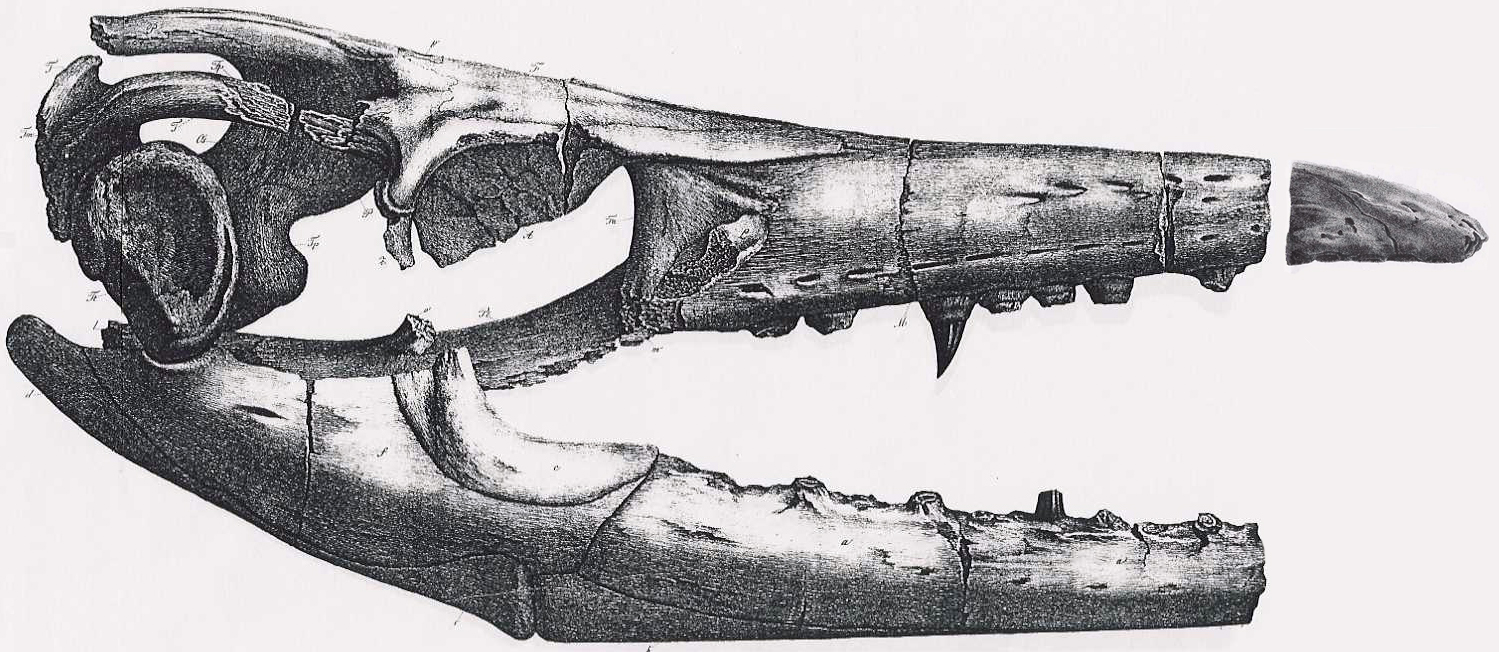
Croquis du spécimen holotype de M. missouriensis, avec le museau décrit par Harlan (MNHN 9587) et le crâne décrit par Goldfuss (RFWUIP 1327), dessinés respectivement en 1834 et en 1845.

Le spécimen type de la deuxième espèce décrite qu'est M. missouriensis, depuis catalogué RFWUIP 1327, est découvert pour la première fois au début des années 1830, récupéré par un trappeur de fourrure près du Big Bend, un méandre de la rivière Missouri situé dans le Dakota du Sud. Ce spécimen, qui se composait de quelques vertèbres et d'un crâne articulé et partiellement complet, manquant notamment l'extrémité de son museau, est ramené à Saint-Louis, où il est acheté par l'agent indien Benjamin O'Fallon comme décoration intérieure. Ce fossile attire l'attention du prince allemand Maximilian zu Wied-Neuwied lors de ses voyages qu'il mène entre 1832 et 1834 dans l'Ouest américain. Il achète le fossile et le livre au naturaliste de l'université de Bonn Georg August Goldfuss pour la recherche. Goldfuss prépare donc soigneusement le spécimen et le décrit par la suite, concluant en 1845 qu'il représente une nouvelle espèce de Mosasaurus, le nommant M. maximiliani en l'honneur de Maximilien,,.
Plus antérieurement, en 1834, le naturaliste américain Richard Harlan publie une description d'un museau fossile partiel qu'il obtint d'un commerçant des montagnes Rocheuses, ce dernier l'ayant trouvé dans la même localité que le spécimen décrit par Goldfuss. Harlan pense d'abord qu'il proviendrait d'une espèce d’Ichthyosaurus, notamment sur la base de similitudes perçues avec les squelettes d'Angleterre dans les caractéristiques des dents et le positionnement des narines, le nommant Ichthyosaurus missouriensis. En 1839, il révise cette identification après avoir remarqué des différences dans l'os prémaxillaire et les pores entre le museau fossile et ceux d’Ichthyosaurus et pense plutôt que le taxon appartiendrait à un nouveau genre d'amphibien semblable à une salamandre ou à une grenouille, le réaffectant au genre Batrachiosaurus. Pour des raisons inconnues, une publication de la même année par la Société géologique de France documente Harlan signalant le nouveau genre sous le nom de Batrachotherium. Dans une conversation publiée en 1845, von Meyer suggère que le museau n'appartiendrait ni à un ichthyosaure ni à un amphibien mais à un mosasaure, et soupçonne que c'est peut-être le même museau manquant dans le crâne décrit par Goldfuss. Bien que ce museau est noté comme perdu à l'époque,, Joseph Leidy érige en 1857 la nouvelle combinaison M. missouriensis après cette suggestion, un nom qui est depuis entré dans l'usage commun:79. Le museau est finalement retrouvé en mai 2004 dans les collections du Muséum d'histoire naturelle de Paris sous le nom de code MNHN 9587, les archives révélant qu'Harlan avait à un moment donné fait don du fossile au musée, où il a depuis été rapidement oublié. Comme précédemment suggéré, le museau correspond exactement au crâne décrit par Goldfuss, confirmant ainsi le soupçon initialement émis par von Meyer et suivi par d'autres auteurs,,. Ayant été premièrement décrit en 1834, M. missouriensis représente le premier reptile fossile à avoir été nommé dans l'Ouest américain.

## Découvertes ultérieures
Des espèces confirmées autres que M. hoffmannii et M. missouriensis (considérées comme les espèces les plus connues et les plus étudiées du genre Mosasaurus) ont été décrites.

### M. conodon
En 1881, Cope décrit la troisième espèce de Mosasaurus à partir d'un squelette fragmentaire consistant en une mâchoire inférieure incomplète, des dents, des vertèbres et des os de membres qui lui ont été envoyés par un collègue qui les a découvert dans un gisement situé près de Freehold Township (en), au New Jersey, le spécimen étant depuis catalogué AMNH 1380. Cope déclare que les fossiles représenteraient une nouvelle espèce de Clidastes sur la base de leur silhouette élancée, le nommant Clidastes conodon. Cette combinaison resta ainsi jusqu'en 1966, lorsque les paléontologues Donald Baird et Gerard R. Case déplacent l'espèce vers Mosasaurus, le taxon étant renommé pour le coup M. conodon. Ce transfert fut effectué sur la base des descriptions alors non publiées de Dale A. Russell,:119, observations qu'il maintient tout au long de son ouvrage publié un an plus tard seulement, en 1967. Dans la description originale, Cope ne fournit pas l'étymologie pour l'épithète spécifique conodon, mais il est suggéré qu'il pourrait s'agir d'un mot-valise signifiant « dent conique », dérivé du grec ancien κῶνος / kônos, « cône » et ὀδών / odṓn « dent », probablement en référence aux dents coniques à surface lisse chez l'espèce.

### M. lemonnieri
La quatrième espèce, M. lemonnieri, est décrite en 1889 par Dollo sur la base d'un crâne relativement complet ayant été découvert dans une carrière de phosphate appartenant à la société Solvay, dans le bassin de Ciply, en Belgique. Ce crâne, depuis catalogué IRSNB R28, est l'un des nombreux fossiles donnés au Muséum des sciences naturelles par Alfred Lemonnier, le directeur de la carrière à cette époque, Dollo nommant l'espèce en son honneur,. Au cours des années suivantes, de nouvelles exploitations de la carrière mettent à jour des spécimens fossiles supplémentaires bien conservés appartenant à l'espèce, dont certains sont décrits par Dollo dans des articles ultérieurs. Ces fossiles comprennent plusieurs squelettes partiels, presque suffisants pour représenter le squelette entier de M. lemonnieri,:136. Bien qu'étant l'une des espèces les mieux représentées anatomiquement, M. lemonnieri fut largement ignoré dans la littérature scientifique. Theagarten Lingham-Soliar suggère deux raisons à cette négligence. Premièrement, les fossiles de M. lemonnieri sont souvent connus de la Belgique et des Pays-Bas, qui, malgré la célèbre découverte de l'holotype de M. hoffmannii, n'ont guère attiré l'attention des paléontologues. Deuxièmement, l'espèce fut éclipsée par son congénère plus célèbre et plus riche en histoire qu'est M. hoffmannii.
M. lemonnieri est un taxon controversé, et il y a un débat pour savoir s'il s'agit ou non d'une espèce valide. En 1967, Russell suggère que les différences entre les fossiles de M. lemonnieri et M. conodon seraient trop mineures pour soutenir la séparation au niveau spécifique. Ainsi, selon le principe de priorité, Russell désigne M. lemonnieri comme un synonyme plus récent de M. conodon:132-135. Dans une étude publiée en 2000, Lingham-Soliar réfute la proposition de Russell grâce à un examen complet des spécimens de Belgique, identifiant des différences significatives dans la morphologie du crâne. Cependant, il déclare que de meilleures études sur M. conodon seraient nécessaires pour régler la question de la synonymie. L'étude proposée est finalement réalisée dans un article de 2015 par Takehito Ikejiri et Spencer G. Lucas, qui examinent tous deux en détail le crâne de M. conodon et soutiennent également que ce dernier et M. lemonnieri sont des espèces distinctes. Alternativement, les paléontologues Eric Mulder, Dirk Cornelissen et Louis Verding suggèrent dans une discussion publiée en 2004 que les représentants de M. lemonnieri seraient en fait des juvéniles de M. hoffmannii. Cela est justifié par l'argument selon lequel les différences entre les deux espèces ne peuvent être observées que dans des « cas idéaux », et que ces différences pourraient s'expliquer par une variation basée sur l'âge. Cependant, il existe encore quelques différences telles que la présence exclusive de cannelures dans les dents de M. lemonnieri, qui pourraient indiquer que les deux espèces sont distinctes. Il est par conséquent exprimé que de meilleures études sont encore nécessaires pour montrer des preuves plus concluantes de la synonymie proposée,.

### M. beaugei
La cinquième espèce, M. beaugei, est décrite en 1952 par Camille Arambourg dans le cadre d'un projet à grande échelle menée depuis 1934 pour étudier et fournir des données paléontologiques et stratigraphiques du Maroc aux mineurs de phosphate comme le Groupe OCP. Le taxon est initialement décrit à partir de neuf dents isolées provenant plus précisément des gisements de phosphate du bassin d'Ouled Abdoun et du bassin de Ganntour, étant nommé en l'honneur du directeur général de l'OCP, Alfred Beaugé, qui invita Arambourg à participer au projet de recherche et aida à fournir des fossiles locaux,. L'une des dents, cataloguée MNHN PMC 7, est d'ailleurs désignée comme holotype. Une étude de 2004 menée par Nathalie Bardet et ses collègues réexaminent les dents décrites par Arambourg et constatent que seulement trois peuvent être fermement attribuées à M. beaugei. Deux des autres dents sont décrites comme ayant des variations qui pourraient éventuellement être présentes au sein de l'espèce mais finalement pas référées à M. beaugei, tandis que les quatre dents restantes s'avèrent être sans rapport avec le taxon et d'identités incertaines. L'étude décrit également des fossiles plus complets de M. beaugei via deux crânes plutôt bien conservés récupérés dans le bassin d'Ouled Abdoun.

## Premières représentations
Les scientifiques décrivaient d'abord Mosasaurus comme un reptile marin semi-aquatique disposant de pattes palmées pour marcher. Des érudits comme Goldfuss soutenaient que les caractéristiques squelettiques de Mosasaurus connues à l'époque, telles qu'une colonne vertébrale élastique, indiquaient supposément une capacité de marche ; si Mosasaurus était entièrement aquatique, il aurait été mieux soutenu par une colonne vertébrale rigide. En 1854, Hermann Schlegel prouve que Mosasaurus a en fait des palettes natatoires entièrement dédiées pour le mode de vie aquatique. En utilisant des fossiles de phalanges de Mosasaurus, incluant les spécimens recouverts de gypse collectés par Hoffmann (que Schlegel a extrait du gypse, notant qu'il peut avoir induit en erreur les scientifiques précédents), il observe qu'ils sont larges et plats et ne montrent aucune indication d'attachement musculaire ou tendineux, indiquant que Mosasaurus était en fait incapable de marcher et avait à la place des membres en forme de nageoires pour un mode de vie entièrement aquatique,. L'hypothèse de Schlegel fut largement ignorée par les scientifiques contemporains, mais commence à être acceptée à partir des années 1870, quand Othniel Charles Marsh et Cope découvrent des restes de mosasaures plus complets en Amérique du Nord,.

### Statue du Crystal Palace

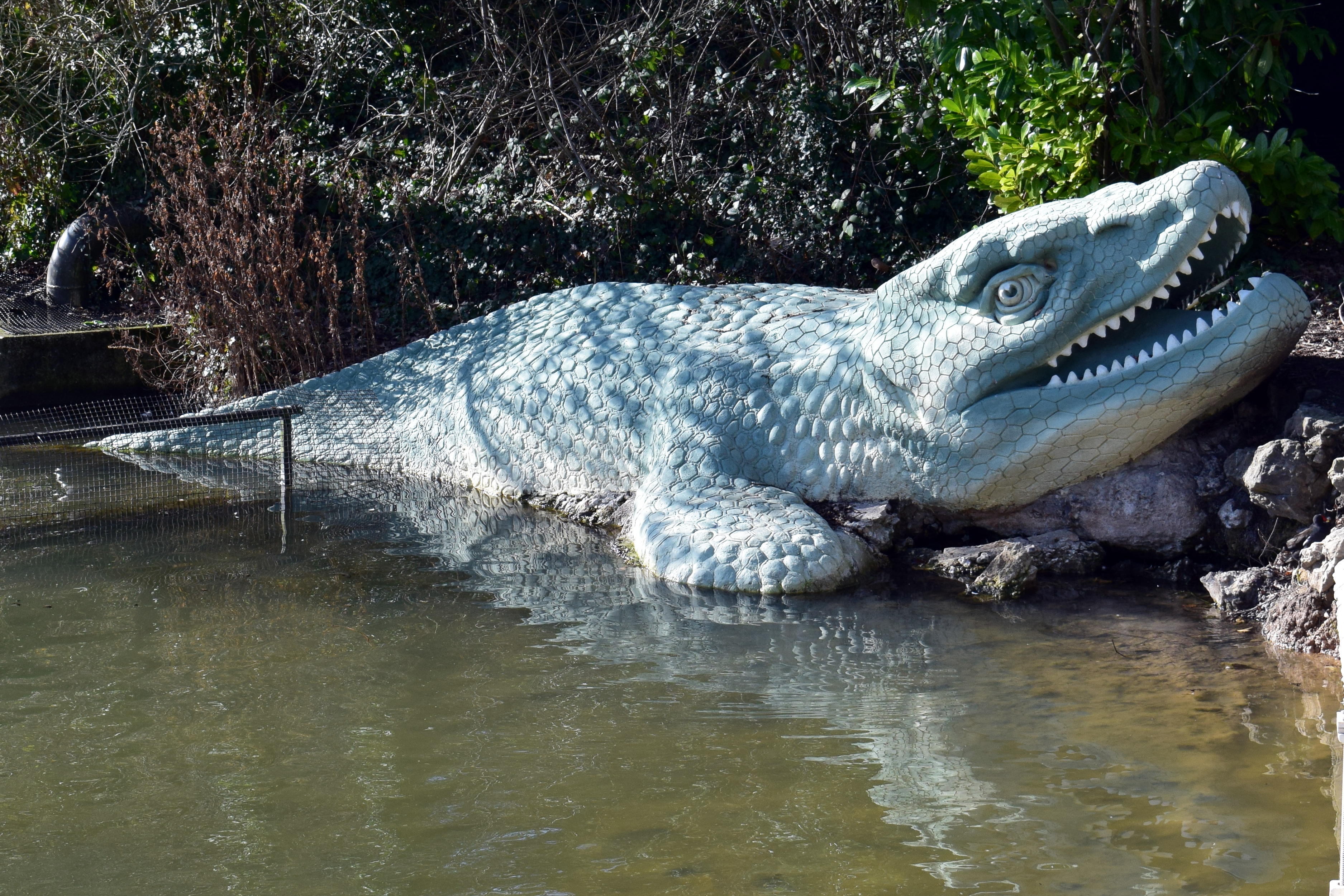
Une représentation de 1854 de Mosasaurus dans le parc de Crystal Palace, en Angleterre.

L'une des premières représentations paléoartistique de Mosasaurus est celui d'une sculpture en béton grandeur nature construite par le sculpteur d'histoire naturelle Benjamin Waterhouse Hawkins entre 1852 et 1854 dans le cadre de la collection de sculptures d'animaux préhistoriques exposées au Crystal Palace Park de Londres. Hawkins sculpta le modèle sous la direction du paléontologue anglais Richard Owen, qui fut  principalement informé de l'apparence possible de Mosasaurus sur la base du crâne holotype. Compte tenu de la connaissance des relations possibles entre Mosasaurus et les varans, Hawkins décrit l'animal préhistorique comme étant essentiellement un varan aquatique. La tête est grande et carrée, sur la base des estimations d'Owen des dimensions du crâne holotype étant de 76 cm × 1,5 m, avec des narines sur le côté du crâne, de grands volumes de tissus mous autour des yeux, et des lèvres rappelant celles des varans. La peau reçoit une texture écailleuse robuste et similaire à celles que l'on trouve chez les varans de grande taille tels que le dragon de Komodo. Les membres représentés comprennent une seule nageoire droite, reflétant la nature aquatique de Mosasaurus.
Le modèle est sculpté de manière unique, délibérément incomplet, seuls la tête, le dos et une seule nageoire ayant été construits. Ceci est généralement attribué au manque de connaissances claires d'Owen concernant l'anatomie postcrânienne de Mosasaurus, mais Mark P. Witton trouve cela peu probable étant donné qu'Owen a pu guider une reconstitution spéculative complète en sculpture du thérapside Dicynodon, qui était également connu uniquement à partir de crânes à cette époque. Witton suggère plutôt que les contraintes de temps et financières pourraient avoir incité Hawkins à couper les coins ronds et à sculpter le modèle de Mosasaurus d'une manière qui serait incomplète mais visuellement acceptable. Pour masquer les parties anatomiques manquantes, la sculpture est partiellement immergée dans le lac et placée près des modèles de Pterodactylus de l'autre côté de l'île principale. Bien que certains éléments de la sculpture de Mosasaurus tels que les dents aient été représentés avec précision, de nombreux éléments du modèle peuvent être considérés comme inexacts même pour l'époque. La représentation de Mosasaurus avec une tête carrée, un nez positionné sur le côté et des nageoires contredit l'étude de Goldfuss publiée en 1845, dont les examens des vertèbres et du crâne de M. missouriensis appelaient plutôt à un crâne plus étroit, des narines au sommet du crâne, et des membres terrestres amphibies (ce dernier trait étant incorrect dans les normes actuelles). L'ignorance de ces découvertes peut être due à un désintérêt général des études de Goldfuss par d'autres scientifiques contemporains.

## Histoire taxonomique

### Statut précoce en tant que «taxon poubelle»

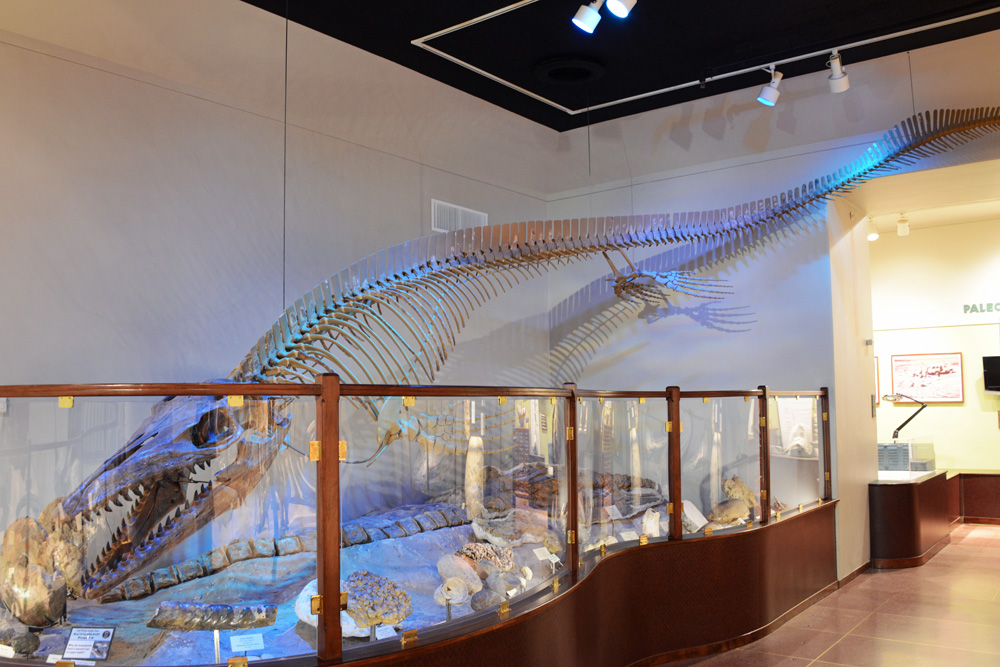
Squelette monté et exposé au Texas Memorial Museum d'un M. hoffmannii nord-américain, qui fut historiquement considéré comme une espèce distincte nommée M. maximus.

En raison du fait que les règles nomenclaturales n'étaient pas bien définies durant le XIXe siècle, les scientifiques de l'époque n'ont pas présenté de diagnoses appropriée à Mosasaurus lors de ses descriptions initiales. Cela donna ainsi une ambiguïté concernant la définition du genre, conduisant à devenir un taxon poubelle contenant jusqu'à cinquante espèces différentes. Le problème taxonomique était si important qu'il y avait des cas d'espèces qui se sont révélées être des synonymes juniors d'espèces qui se sont avérées être elles-mêmes des synonymes juniors. Par exemple, quatre taxons sont devenus des synonymes juniors de M. maximus, qui est lui-même devenu un synonyme junior de M. hoffmannii. Ce problème a été reconnu par de nombreux scientifiques, mais les efforts pour nettoyer la taxonomie de Mosasaurus furent entravés en raison de manque de diagnoses claires,:ii.
En 1967, Russell publie un livre intitulé Systematics and Morphology of American Mosasaurs, qui contient l'un des premiers diagnostics appropriés de Mosasaurus. Bien que son travail soit considéré comme incomplet car il traite uniquement sur des représentants nord-américains et n'examine pas en profondeur les représentants européens tels que M. hoffmannii, Russell révise considérablement le genre et établit un diagnostic plus clair que les descriptions précédentes. Dans son ouvrage, il considère les huit espèces suivantes comme valides : M. hoffmannii, M. missouriensis, M. conodon, M. dekayi, M. maximus, M. gaudryi, M. lonzeensis et M. ivoensis:122. Les scientifiques de la fin des années 1990 et du début des années 2000 révisent cela davantage : M. maximus fut synonymisé avec M. hoffmannii par Mulder en 1999 bien que certains scientifiques soutiennent qu'il s'agisse d'une espèce distincte, M. lemonnieri fut considéré à nouveau comme valide par Lingham-Soliar en 2000, M. ivoensis et M. gaudryi ont été déplacés vers le genre Tylosaurus par Lindgren et Siverson en 2002 et Lindgren en 2005 respectivement,, et M. dekayi et M. lonzeensis sont devenus des taxons douteux,:78, 108.
Lors de la fin du XXe siècle, les scientifiques décrivent quatre espèces supplémentaires à partir de fossiles provenant de divers endroits de l'océan Pacifique : M. mokoroa, M. hobetsuensis, M. flemingi et M. prismaticus,:166-198. En 1995, Lingham-Soliar publie l'un des premiers diagnostics modernes de M. hoffmannii, qui fournit des descriptions détaillées de l'anatomie connue de l'espèce type sur la base d'une multitude de fossiles provenant de gisements situés autour de Maastricht. Cependant, certains chercheurs le critiquent pour sa dépendance à l'égard des spécimens référés plutôt que principalement de l'holotype, car il est normalement de convention d'établir une diagnose d'espèce à l'aide des spécimens types, en particulier sur le spécimen IRSNB R12, un crâne fossile attribué de manière douteuse à M. hoffmannii,:4, 219.

### Clarification taxonomique

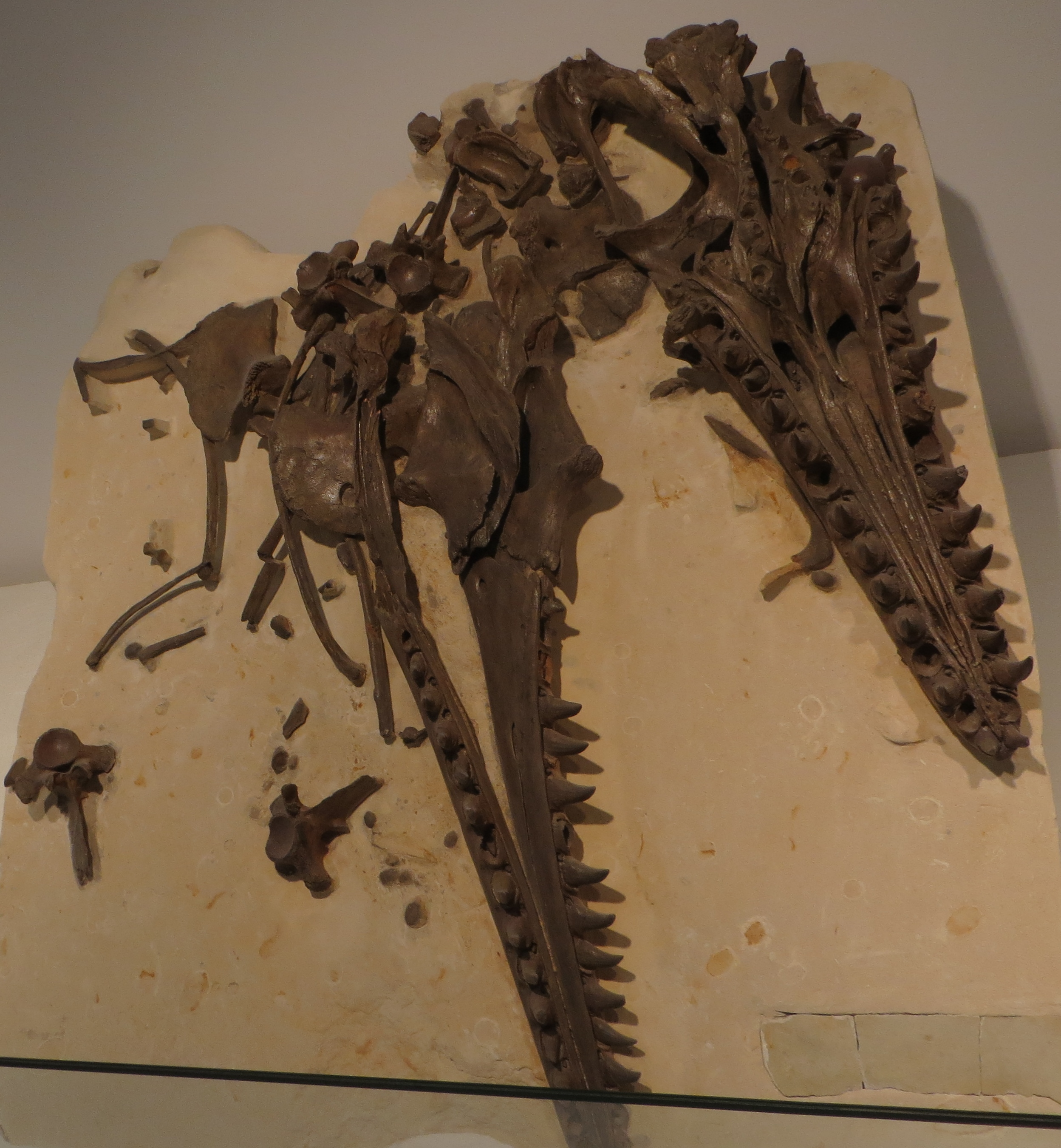
Crâne fossile attribué à la nouvelle espèce proposée 'M. glycys'.

En 2016, Hallie Street rédige une thèse de doctorat supervisée par Michael Caldwell, qui réalise la première description et diagnose appropriée de M. hoffmannii basée uniquement sur le spécimen holotype depuis son identification plus de deux cents ans auparavant. Cette réévaluation de l'holotype clarifie les ambiguïtés qui tourmentaient les chercheurs précédents et permet une révision taxonomique significative du genre. Une étude phylogénétique fut même réalisée, testant les relations entre M. hoffmannii et douze espèces candidates de Mosasaurus, à savoir M. missouriensis, M. dekayi, M. gracilis, M. maximus, M. conodon, M. lemonnieri, M. beaugei, M. ivoensis, M. mokoroa, M. hobetsuensis, M. flemingi et M. prismaticus. Parmi ces douze taxons nommés, seuls M. missouriensis et M. lemonnieri sont maintenues comme des espèces distinctes au sein du genre, tandis que M. beaugei, M. dekayi et M. maximus sont quant à eux récupérés comme des synonymes juniors de M. hoffmannii. Le placement de M. gracilis et M. ivoensis en dehors de la sous-famille des Mosasaurinae est également réaffirmé. M. hobetsuensis et M. flemingi sont récupérés en tant que représentants de Moanasaurus et renommés en conséquence. M. mokoroa et M. prismaticus sont récupérés comme appartenant à des genres distincts, nommés respectivement Antipodinectes et Umikosaurus. Des représentants de M. conodon provenant du Midwest des États-Unis sont récupérés comme appartenant à M. missouriensis, tandis que les représentants de la côte est sont déplacés vers un nouveau genre nommé par la suite Aktisaurus, tout en préservant l'épithète spécifique conodon. Enfin, la thèse considère que le crâne du spécimen IRSNB R12 proviendrait d'une espèce distincte de Mosasaurus. Par conséquent, il est transféré dans l'espèce proposée 'M. glycys', l'épithète spécifique étant une romanisation du grec ancien γλυκύς / ɡlykýs, signifiant « doux », en référence à la résidence du crâne en Belgique et à la « réputation du pays pour la production de chocolat ». Street déclare que le contenu de la thèse est destiné à être publié sous forme d'article scientifique:119-120, 213-214, 267, 291-292, 300.
La diagnose de l'holotype de Mosasaurus est publiée dans un article évalué par pairs en 2017 co-écrit avec Caldwell. La révision taxonomique du genre publiée l'année précédente n'a pas encore été officiellement publiée, mais est textuellement référencée dans l'étude de 2017 menée par Street et Caldwell et dans les résumés présentés lors de réunions,. Ils apportent également un bref examen taxonomique préliminaire de Mosasaurus qui identifie cinq espèces probablement valides, à savoir M. hoffmannii, M. missouriensis, M. conodon, M. lemonnieri et M. beaugei. Ils considèrent aussi que les quatre espèces provenant du Pacifique sont peut-être également valides, en attendant une réévaluation formelle ultérieure. Bien qu'il soit considéré comme un probable synonyme junior de M. hoffmannii, M. dekayi est inclus dans la liste des espèces potentiellement valides, sans que son statut pourtant douteux ne soit abordé,:108. De plus, l'évaluation de M. beaugei en tant qu'espèce valide révise la synonymie antérieure proposée par Street en 2016 sur la base de distinctions anatomiques supplémentaires.